# Observatoires Tenagra
Les observatoires Tenagra constituent un réseau d'observatoires astronomiques répartis dans différentes parties du monde. Les télescopes exploités par des observateurs sont caractérisés par une automatisation complète et une gestion par bail contracté par les utilisateurs qui exploitent des heures d'observation via internet.
Le réseau s'est élargi au fil des ans. Au départ, il existait deux implantations aux États-Unis, une à Cottage Grove dans l'Oregon, qui s'est ouverte en 1999, et une deuxième à Nogales dans l'Arizona qui fut inaugurée l'année suivante. Par la suite d'autres stations d'observation furent ajoutées en Norvège et en Australie.
Le nom choisi pour le réseau de télescopes fait référence à l'île fictive qui apparaît dans le deuxième épisode de la cinquième saison de Star Trek : La Nouvelle Génération, où deux ennemis jurés apprennent à vivre ensemble.
Le Centre des planètes mineures crédite les observatoires de la découverte de 125 astéroïdes effectuées entre 1999 et 2013, 120 pour Tenagra II et 5 pour Tenagra (I).
Depuis l'observatoire furent également découvertes de nombreuses supernovae, étoiles variables, sursauts gamma et comètes. En particulier, parmi ces dernières l'UAI a reconnu les comètes P/2012 TK8 (Tenagra), C/2013 C2 (Tenagra), P/2013 EW90 (Tenagra), C/2013 G9 (Tenagra) et C/2014 F2 (Tenagra). L'observatoire Tenagra II a également redécouvert la comète 274P/Tombaugh-Tenagra.
L'astéroïde (155142) Tenagra est nommé d'après l'observatoire et l'île fictive de Star Trek.
| (48047) Houghten     | 22 février 2001   |
| (51430) Ireneclaire  | 20 mars 2001      |
| (65213) Peterhobbs   | 12 mars 2002      |
| (70401) Davidbishop  | 13 septembre 1999 |
| (72993) Hannahlivsey | 15 mars 2002      |
| (77971) Donnolo      | 7 mai 2002        |
| (107379) Johnlogan   | 15 février 2001   |
| (107396) Swangin     | 16 février 2001   |
| (149968) Trondal     | 11 octobre 2005   |
| (328870) Danabarbato | 11 décembre 2009  |